# Bengalia unicolor
Bengalia unicolor este o specie de muște din genul Bengalia, familia Calliphoridae, descrisă de Seguy în anul 1946. Conform Catalogue of Life specia Bengalia unicolor nu are subspecii cunoscute.